# Didymodon johansenii
Didymodon johansenii là một loài Rêu trong họ Pottiaceae. Loài này được (R.S. Williams) H.A. Crum mô tả khoa học đầu tiên năm 1969.